# Duración de mandato
Un mandato es el período en que una persona sirve en un determinado cargo electo. En muchas jurisdicciones existe un límite definido sobre la duración de los mandatos antes de que el titular sea sometido a una reelección. Algunas jurisdicciones aplican límites de mandato, que establecen el número máximo de mandatos que un individuo puede desempeñar en un determinado cargo.

## Reino Unido
Al ser el origen del sistema de Westminster, aspectos del sistema de gobierno del Reino Unido se replican en muchos otros países.

### Monarca
El monarca ejerce como jefe de Estado hasta su muerte o abdicación.

### Cámara de los Comunes
En el Reino Unido, los diputados de la Cámara de los Comunes son elegidos por la duración de la legislatura. Tras la disolución del Parlamento, se celebran elecciones generales que consisten en elecciones simultáneas para todos los escaños. Para la mayoría de los diputados esto significa que sus mandatos son idénticos a la duración de la legislatura. El mandato de un individuo puede ser interrumpido por su muerte o su dimisión. Un diputado elegido en una elección parcial a mitad de legislatura, independientemente del tiempo que haya ocupado el escaño, no está exento de enfrentarse a la reelección en las siguientes elecciones generales.
La Ley Septenal de 1715 establecía que una legislatura expiraba siete años después de haber sido convocada; ese período máximo se redujo a cinco años por la Ley del Parlamento de 1911. Antes de la Ley de Parlamentos de Duración Determinada de 2011, las legislaturas no tenían una duración mínima. Los Parlamentos podían ser disueltos anticipadamente por el monarca a petición del primer ministro. Las primeras disoluciones se produjeron cuando la composición del Parlamento hizo imposible la formación del gobierno (como ocurrió en 1974), o, más a menudo, cuando el gobierno actual consideró que unas elecciones generales anticipadas mejorarían sus posibilidades de reelección (como en 2001). La Ley de Parlamentos de Duración Determinada de 2011 exigía que los Parlamentos debían durar cinco años completos. La disolución anticipada todavía es posible, pero en circunstancias mucho más limitadas. Sin embargo, el gobierno se ha comprometido a revocar esta ley.
Dado que el gobierno y el primer ministro son elegidos indirectamente a través de los Comunes, las condiciones de los Parlamentos y diputados no se aplican directamente a los cargos del gobierno, aunque en la práctica estos se ven afectados por los cambios en el Parlamento. Si bien, en un sentido estricto, un primer ministro que ocupa el cargo en varios Parlamentos solo ejerce un mandato ininterrumpido, algunos autores pueden referirse a los diferentes parlamentos como mandatos separados.

### Cámara de los Lores
Los miembros hereditarios y vitalicios mantienen su pertenencia a la Cámara de los Lores de por vida, aunque los miembros pueden dimitir o ser expulsados. Los lores espirituales son miembros de la Cámara de los Lores hasta el final de su etapa como obispos, aunque un obispo mayor puede convertirse en miembro vitalicio al finalizar su obispado (como George Carey, nombrado Barón Carey de Clifton al día siguiente de cesar como Arzobispo de Canterbury).

### Administraciones descentralizadas
Las administraciones descentralizadas en Escocia, Gales e Irlanda del Norte son variaciones en el sistema de gobierno utilizado en Westminster.
El cargo de líder de las administraciones descentralizadas no tiene impuesto ningún límite de mandato. Sin embargo, en el caso del Gobierno de Escocia y del Gobierno de Gales, existen unos períodos determinados para formar parte de una Asamblea legislativa. Esto se impone a ocho años. Las elecciones pueden celebrarse antes, pero solo si no se puede formar gobierno, lo cual todavía no ha ocurrido.

### Otros cargos electos
Los cargos de las administraciones locales y otros cargos electos regionales siguen normas similares a las de los cargos nacionales mencionados anteriormente, con personas elegidas para períodos determinados de pocos años.

## Estados Unidos

### Federal
En Estados Unidos, el presidente de esa nación es elegido indirectamente a través del Colegio Electoral de los Estados Unidos para un período determinado de cuatro años, con un límite de dos mandatos (por un total de ocho años), o un máximo de diez años si el presidente ha ejercido como tal durante dos años o menos en un mandato en el que se había elegido a otro presidente, según lo dictado por la Vigesimosegunda Enmienda a la Constitución de los Estados Unidos, ratificada en 1951.
El vicepresidente también ejerce el cargo durante cuatro años, pero sin un límite de tiempo. Los representantes de EE. UU. ejercen un mandato de dos años. Los senadores de EE. UU. ejercen un mandato de seis años.
De hecho, los jueces federales tienen diferentes períodos en el cargo. Los jueces del Artículo I, como los que forman parte de los tribunales de quiebra de los Estados Unidos, del Tribunal Fiscal de los Estados Unidos y del Tribunal de Apelaciones de las Fuerzas Armadas de los Estados Unidos, así como de algunos otros tribunales federales y otras formas de órganos jurisdiccionales, ejercen su cargo por períodos limitados: el Tribunal de Apelaciones de las Fuerzas Armadas, durante quince años; los tribunales de quiebra, durante catorce años. Sin embargo, la mayoría de la judicatura federal, los jueces del artículo III (como los del Tribunal Supremo, los tribunales de apelación y los tribunales federales), ejercen durante toda la vida.

### Estado y territorios
Los mandatos de los funcionarios de los gobiernos estatales varían según las disposiciones de las constituciones estatales y de la ley estatal.
El mandato de los gobernadores estatales es de cuatro años en todos los estados, excepto en Vermont y New Hampshire, donde el mandato de los gobernadores es de dos años.
La Conferencia Nacional de Legislaturas Estatales informó en enero de 2007 que entre las legislaturas estatales:
- 44 estados tenían mandatos para la Cámara Baja de la legislatura estatal (a menudo denominada Cámara de Representantes estatal) de dos años. 5 (Alabama, Luisiana, Maryland, Misisipi y Carolina del Norte) tenían mandatos de cuatro años. (La Legislatura de Nebraska es una excepción y tiene una Asamblea legislativa unicameral con miembros elegidos para cuatro años).

- 37 estados tenían mandatos para la Cámara Alta de la legislatura estatal (a menudo denominada Senado estatal) de cuatro años. 12 (Arizona, Connecticut, Georgia, Idaho, Maine, Massachusetts, New Hampshire, Nueva York, Carolina del Norte, Rhode Island, Dakota del Sur y Vermont) tenían mandatos de dos años.

Entre los territorios de Estados Unidos:
- En la Samoa Americana, los miembros de la Cámara ejercen mandatos de dos años, mientras que los miembros del Senado ejercen mandatos de seis años.

- Los miembros de ambas cámaras de la Asamblea legislativa de Puerto Rico tienen mandatos de cuatro años.

- Los miembros de ambas cámaras de la Asamblea legislativa de las Islas Marianas del Norte tienen mandatos de dos años.

- La Asamblea legislativa de Guam y la de las Islas Vírgenes son unicamerales y los senadores tienen mandatos de dos años.

Los miembros del Consejo del Distrito de Columbia ejercen un mandato de cuatro años.

## Canadá
Como antiguo territorio británico que sigue el sistema de Westminster, existen muchas similitudes con el Reino Unido, aunque con algunas variaciones basadas en las costumbres locales, el sistema federal del gobierno y la ausencia de monarca.

### Monarca
Al ser una región de la Commonwealth, Canadá comparte monarca con el Reino Unido y otros catorce países, monarca que ejerce de jefe de Estado de los dieciséis reinos hasta su muerte o abdicación.

### Virreyes
El gobernador general es nombrado por el monarca como su representante personal por consejo del primer ministro, y ejerce su cargo por un tiempo indefinido, aunque lo habitual son cinco años. De forma similar, los vicegobernadores, que representan al monarca a nivel provincial, son nombrados por el gobernador general con el asesoramiento del primer ministro (además, suele consultarse al líder provincial correspondiente), y, generalmente, por convención también ejercen mandatos de cinco años. Los territorios tienen comisionados, que no son representantes del monarca, sino que son nombrados por el Gobernador-en-Consejo (es decir, el gabinete federal) y lo representan. Por convención, ocupan el cargo durante unos cinco años.

### Cámara de los Comunes
Al igual que en el Reino Unido, los diputados ejercen su cargo durante el período de la legislatura. Pueden dimitir antes de que finalice una legislatura o ser elegidos mediante elecciones parciales durante la mitad de esta.
Según el Acta Constitucional de 1867, la duración de una legislatura puede ser de un máximo de cinco años a partir de las elecciones más recientes antes de su vencimiento, aunque, hasta la fecha, todas los Parlamentos han sido disueltos antes del vencimiento. El proyecto de ley C-16, presentado durante la 39.ª legislatura, establecía como fecha fija para las elecciones cuatrienales a partir de 2009, el tercer lunes del mes de octubre. No obstante, el primer ministro todavía puede aconsejar al gobernador general que disuelva el Parlamento en cualquier momento.
Al igual que en el Reino Unido, el gabinete y el jefe de Gobierno son elegidos indirectamente en función de la composición de la Cámara de los Comunes y no les afectan técnicamente los mandatos de legisladores o de los Parlamentos. Sin embargo, en la práctica, los mandatos de los titulares de cargos gubernamentales se ven afectados por los cambios en la Cámara de los Comunes, y, en general, se considera que, aquellos que ejercen en varias legislaturas consecutivas, han ejercido un solo mandato. El mandato de un gobierno normalmente termina cuando es derrotado en un asunto de confianza o cuando el partido gobernante no obtiene suficientes escaños en unas elecciones generales.

### Senado
Los senadores son nombrados en el Senado canadiense por el gobernador general de Canadá con el asesoramiento del primer ministro para representar una provincia, un territorio o un grupo de provincias, y ejercen el cargo hasta la edad de jubilación obligatoria de setenta y cinco años. Los senadores nombrados antes de la aprobación de la Ley de la Norteamérica británica de 1965 ejercían de forma vitalicia. Asimismo, los senadores pueden dimitir del cargo o ser expulsados del Senado.

### Asambleas legislativas provinciales y territoriales
Las Asambleas legislativas provinciales y la del Yukon funcionan de manera muy parecida a la Cámara de los Comunes federal. Los miembros de la Asamblea legislativa (llamados miembros del Parlamento Provincial en Ontario, miembros de la Asamblea Nacional en Quebec y miembros de la Asamblea general en Terranova y Labrador) ejercen sus funciones durante la legislatura, aunque pueden dimitir antes de que esta se disuelva o ser elegidos en elecciones parciales entre las elecciones generales. Las Asambleas legislativas de los Territorios del Noroeste y Nunavut operan utilizando un modelo de consenso, pero en el resto son similares. Los primeros ministros y sus gabinetes se seleccionan de la misma manera que en la Cámara de los Comunes y, al igual que en el ámbito federal, el mandato de un gobierno provincial puede terminar por la derrota en unas elecciones generales o por la pérdida de la confianza de la Asamblea legislativa.
Todas las Asambleas legislativas provinciales, excepto las de Nueva Escocia, tienen una legislación electoral de una duración determinada, al igual que la Asamblea legislativa de los Territorios del Noroeste. Los primeros ministros también pueden recomendar a los vicegobernadores la disolución de las Asambleas legislativas en cualquier momento antes de la fecha prevista para las elecciones.

## Países Bajos
En los Países Bajos, el cargo de ministro-presidente (primer ministro) está limitado a cuatro años (contados a partir del momento en que se forma oficialmente el gobierno), aunque puede repetirse indefinidamente tras las siguientes elecciones. Es común que los jefes de Gobierno de los Países Bajos ocupen el cargo varias veces, aunque no se espera ni se requiere que lo hagan, sino que es más bien una consecuencia de la ruptura interna de los gobiernos antes de que terminen sus cuatro años oficiales y la reforma con otros partidos. Así es como los Países Bajos acabaron con los consiguientes gabinetes por:
4x Willem Drees (Drees-Van Schaik I '48, Drees I '51, Drees II '52 - Drees III '56)
3x Dries van Agt (van Agt I '77, van Agt II '81, van Agt III '82)
4x Jan Peter Balkenende (Balkenende I '02, Balkenende II '03, Balkenende III '06, Balkenende IV '07)
3x Mark Rutte (Rutte I '10, Rutte II '12, Rutte III '17)

## China
Entre 1982 y 2018, la Constitución de China estipulaba que el presidente, el vicepresidente, el primer ministro y los viceministros no podían ejercer más de dos mandatos consecutivos. En marzo de 2018, el Congreso Nacional Popular de China, controlado por el partido, aprobó un conjunto de enmiendas constitucionales que incluían la eliminación de los límites de mandato para el presidente y el vicepresidente, así como la mejora del papel central del Partido Comunista de China (PCCh). El 17 de marzo de 2018, la Asamblea legislativa china volvió a nombrar a Xi como presidente, esa vez sin límites en el mandato; Wang Qishan fue nombrado vicepresidente. Al día siguiente, Li Keqiang fue reelegido primer ministro, y Xu Qiliang y Zhang Youxia, antiguos aliados de Xi, fueron elegidos vicepresidentes de la comisión militar estatal. El ministro de Asuntos Exteriores, Wang Yi, fue ascendido a consejero del Estado y el general Wei Fenghe fue nombrado ministro de defensa.
Según el Financial Times, Xi expresó su opinión sobre la enmienda constitucional en reuniones con funcionarios chinos y dignatarios extranjeros. Xi justificó la decisión en relación con la necesidad de alinear dos cargos más poderosos—el de Secretario general del Partido Comunista de China y el de Presidente de la Comisión Militar Central (CMC)—que no tienen límites de mandato. Sin embargo, Xi no dijo si tenía intención de servir como secretario general del partido, presidente del CMC y presidente del Estado durante tres o más mandatos.

## Mandatos por país
| Jefes de Estado | Jefes de Estado | Jefes de Estado | Jefes de Estado | Jefes de Estado | Jefes de Estado   | Jefes de Estado   | Jefes de Estado |
| --------------- | --------------- | --------------- | --------------- | --------------- | ----------------- | ----------------- | --------------- |
|                 |                 |                 |                 |                 |                   |                   |                 |
| Cámaras Altas   |                 |                 |                 |                 |                   |                   |                 |
|                 |                 |                 |                 |                 |                   |                   |                 |
| Cámaras Bajas   |                 |                 |                 |                 |                   |                   |                 |
|                 |                 |                 |                 |                 |                   |                   |                 |
| Leyenda         |                 |                 |                 |                 |                   |                   |                 |
| <3              | 3               | 4               | 5               | 6               | 7                 | >7                |                 |
| No aplicable    | No aplicable    | No está claro   | No está claro   | Varía           | Hasta destitución | Hasta destitución |                 |

Números en años a menos que se indique lo contrario. Hay que tener en cuenta que algunos países donde las elecciones de duración determinada son poco comunes, la legislatura casi siempre se disuelve antes de su fecha de vencimiento. "Hasta la destitución" se refiere a los cargos que no tienen un mandato de duración determinada. En estos casos, el titular o los titulares del cargo pueden ejercerlo indefinidamente hasta su muerte, abdicación, dimisión, jubilación o destitución forzosa (como un juicio político).
En la mayoría de los casos donde el jefe de Gobierno es una persona diferente del jefe de Estado, su mandato es idéntico al de la cámara que lo ha elegido (la Asamblea legislativa, si es unicameral, o, lo que es más habitual, la Cámara Baja, si es bicameral), a no ser que no sobreviva a una moción de censura.
| País                            | Jefe de Estado                                                   | Miembros de la Cámara Alta | Miembros de la Cámara Baja |
| ------------------------------- | ---------------------------------------------------------------- | -------------------------- | -------------------------- |
| Afganistán                      | 5                                                                | 3, 4 y 5                   | 5                          |
| Albania                         | 5                                                                | N/A                        | 4                          |
| Argelia                         | 5                                                                | 6                          | 5                          |
| Andorra                         | 5 (Presidente de Francia) Hasta su destitución (Obispo de Urgel) | N/A                        | 4                          |
| Angola                          | 5                                                                | N/A                        | 5                          |
| Antigua y Barbuda               | Hasta su destitución                                             | 5                          | 5                          |
| Argentina                       | 4                                                                | 6                          | 4                          |
| Armenia                         | 7                                                                | N/A                        | 5                          |
| Australia                       | Hasta su destitución                                             | 6                          | 3                          |
| Austria                         | 6                                                                | De 4 a 6                   | 5                          |
| Azerbaiyán                      | 7                                                                | N/A                        | 5                          |
| Bahamas                         | Hasta su destitución                                             | 5                          | 5                          |
| Baréin                          | Hasta su destitución                                             | 4                          | 4                          |
| Bangladés                       | 5                                                                | N/A                        | 5                          |
| Barbados                        | Hasta su destitución                                             | 5                          | 5                          |
| Bielorrusia                     | 5                                                                | 4                          | 4                          |
| Bélgica                         | Hasta su destitución                                             | 5                          | 5                          |
| Belice                          | Hasta su destitución                                             | 5                          | 5                          |
| Benín                           | 5                                                                | N/A                        | 5                          |
| Bután                           | Hasta su destitución                                             | 5                          | 5                          |
| Bolivia                         | 5                                                                | 5                          | 5                          |
| Bosnia y Herzegovina            | 4                                                                | 4                          | 4                          |
| Botsuana                        | 5                                                                | N/A                        | 5                          |
| Brasil                          | 4                                                                | 8                          | 4                          |
| Bulgaria                        | 5                                                                |                            | 4                          |
| Burkina Faso                    | 5                                                                | 6                          | 5                          |
| Burundi                         | 7                                                                | 5                          | 5                          |
| Brunéi                          | Hasta su destitución                                             | N/A                        | 5                          |
| Camboya                         | Hasta su destitución                                             | 6                          | 5                          |
| Camerún                         | 7                                                                | 5                          | 5                          |
| Canadá                          | Hasta su destitución                                             | Hasta su destitución       | 5                          |
| Cabo Verde                      | 5                                                                | N/A                        | 5                          |
| República Centroafricana        | 5                                                                | N/A                        | 5                          |
| Chad                            | 6                                                                | N/A                        | 5                          |
| Chile                           | 4                                                                | 8                          | 4                          |
| China                           | 5                                                                | N/A                        | 5                          |
| República de China              | 4                                                                | N/A                        | 4                          |
| Colombia                        | 4                                                                | 4                          | 4                          |
| Congo                           | 5                                                                | 6                          | 5                          |
| Comoras                         | 5                                                                | N/A                        | 5                          |
| Costa de Marfil                 | 5                                                                | 5                          | 5                          |
| Costa Rica                      | 4                                                                | N/A                        | 4                          |
| Croacia                         | 5                                                                | N/A                        | 4                          |
| Cuba                            | 5                                                                | N/A                        | 5                          |
| Chipre                          | 5                                                                | N/A                        | 5                          |
| República Checa                 | 5                                                                | 6                          | 4                          |
| República Democrática del Congo | 5                                                                | 5                          | 5                          |
| Dinamarca                       | Hasta su destitución                                             | N/A                        | 4                          |
| Yibuti                          | 5                                                                | N/A                        | 5                          |
| Dominica                        | 5                                                                | N/A                        | 5                          |
| República Dominicana            | 4                                                                | 4                          | 4                          |
| Ecuador                         | 4                                                                | N/A                        | 4                          |
| Egipto                          | 6                                                                | 5                          | 5                          |
| El Salvador                     | 5                                                                | N/A                        | 3                          |
| Guinea Ecuatorial               | 7                                                                | N/A                        | 5                          |
| Eritrea                         | Hasta su destitución                                             | N/A                        | Hasta su destitución       |
| Estonia                         | 5                                                                | N/A                        | 4                          |
| Etiopía                         | 6                                                                | N/A                        | 5                          |
| Fiyi                            | 3                                                                | N/A                        | 4                          |
| Finlandia                       | 6                                                                | N/A                        | 4                          |
| Francia                         | 5                                                                | 6                          | 5                          |
| Gabón                           | 7                                                                | 6                          | 5                          |
| Gambia                          | 5                                                                | N/A                        | 5                          |
| Georgia                         | 5                                                                | N/A                        | 4                          |
| Alemania                        | 5                                                                | De 4 a 5                   | 4                          |
| Ghana                           | 4                                                                | N/A                        | 4                          |
| Grecia                          | 5                                                                | N/A                        | 4                          |
| Granada                         | Hasta su destitución                                             | 5                          | 5                          |
| Guatemala                       | 4                                                                | N/A                        | 4                          |
| Guinea                          | 5                                                                | N/A                        | 5                          |
| Guinea-Bisáu                    | 5                                                                | N/A                        | 5                          |
| Guyana                          | 5                                                                | N/A                        | 5                          |
| Haití                           | 5                                                                | 6                          | 4                          |
| Honduras                        | 4                                                                | N/A                        | 4                          |
| Hungría                         | 5                                                                | N/A                        | 4                          |
| Islandia                        | 4                                                                | N/A                        | 4                          |
| India                           | 5                                                                | 6                          | 5                          |
| Indonesia                       | 5                                                                | 5                          | 5                          |
| Irán                            | 4                                                                | N/A                        | 4                          |
| Irak                            | 4                                                                | N/A                        | 4                          |
| Irlanda                         | 7                                                                | 5                          | 5                          |
| Israel                          | 7                                                                | N/A                        | 4                          |
| Italia                          | 7                                                                | 5                          | 5                          |
| Jamaica                         | Hasta su destitución                                             | 5                          | 5                          |
| Japón                           | Hasta su destitución                                             | 6                          | 4                          |
| Jordania                        | Hasta su destitución                                             | 4                          | 4                          |
| Kazajistán                      | 5                                                                | 6                          | 5                          |
| Kenia                           | 5                                                                | 5                          | 5                          |
| Kiribati                        | 4                                                                | N/A                        | 4                          |
| Kuwait                          | Hasta su destitución                                             | N/A                        | 4                          |
| Kirguistán                      | 6                                                                | N/A                        | 5                          |
| Laos                            | 5                                                                | N/A                        | 5                          |
| Letonia                         | 4                                                                | N/A                        | 4                          |
| Líbano                          | 6                                                                | N/A                        | 4                          |
| Libia                           | Hasta su destitución                                             | Hasta su destitución       | Hasta su destitución       |
| Lesoto                          | Hasta su destitución                                             | 5                          | 5                          |
| Liberia                         | 6                                                                | 9                          | 6                          |
| Liechtenstein                   | Hasta su destitución                                             | N/A                        | 4                          |
| Lituania                        | 5                                                                | N/A                        | 4                          |
| Luxemburgo                      | Hasta su destitución                                             | N/A                        | 5                          |
| Macedonia del Norte             | 5                                                                | N/A                        | 4                          |
| Madagascar                      | 5                                                                | 5                          | 5                          |
| Malaui                          | 5                                                                | N/A                        | 5                          |
| Malasia                         | Hasta su destitución                                             | 3                          | 5                          |
| Maldivas                        | 5                                                                | N/A                        | 5                          |
| Mali                            | 5                                                                | N/A                        | 5                          |
| Malta                           | 5                                                                | N/A                        | 5                          |
| Islas Marshall                  | 4                                                                | N/A                        | 4                          |
| Mauritania                      | 5                                                                | N/A                        | 5                          |
| Mauricio                        | 5                                                                | N/A                        | 5                          |
| México                          | 6                                                                | 6                          | 3                          |
| E.F. Micronesia                 | 4                                                                | 4                          | 2                          |
| Mónaco                          | Hasta su destitución                                             | N/A                        | 5                          |
| Mongolia                        | 4                                                                | N/A                        | 4                          |
| Moldavia                        | 4                                                                | N/A                        | 4                          |
| Montenegro                      | 5                                                                | N/A                        | 4                          |
| Marruecos                       | Hasta su destitución                                             | 6                          | 5                          |
| Mozambique                      | 5                                                                | N/A                        | 5                          |
| Myanmar                         | 5                                                                | 5                          | 5                          |
| Namibia                         | 5                                                                | 6                          | 5                          |
| Nauru                           | 3                                                                | N/A                        | 3                          |
| Nepal                           | 5                                                                | 6                          | 5                          |
| Países Bajos                    | Hasta su destitución                                             | 4                          | 4                          |
| Nueva Zelanda                   | Hasta su destitución                                             | N/A                        | 3                          |
| Nicaragua                       | 5                                                                | N/A                        | 5                          |
| Nigeria                         | 4                                                                | 4                          | 4                          |
| Níger                           | 5                                                                | N/A                        | 5                          |
| Corea del Norte                 | 5                                                                | N/A                        | 5                          |
| Noruega                         | Hasta su destitución                                             | N/A                        | 4                          |
| Omán                            | Hasta su destitución                                             | 4                          | 4                          |
| Pakistán                        | 5                                                                | 6                          | 5                          |
| Palau                           | 4                                                                | 4                          | 4                          |
| Palestina                       | 4                                                                | N/A                        | 4                          |
| Panamá                          | 5                                                                | N/A                        | 5                          |
| Papúa Nueva Guinea              | Hasta su destitución                                             | N/A                        | 5                          |
| Paraguay                        | 5                                                                | 5*                         | 5                          |
| Perú                            | 5                                                                | N/A                        | 5                          |
| Filipinas                       | 6                                                                | 6                          | 3                          |
| Polonia                         | 5                                                                | 4                          | 4                          |
| Portugal                        | 5                                                                | N/A                        | 4                          |
| Catar                           | Hasta su destitución                                             | N/A                        | 4                          |
| Rumania                         | 5                                                                | 4                          | 4                          |
| Rusia                           | 6                                                                | N/A                        | 5                          |
| Ruanda                          | 5                                                                | N/A                        | 5                          |
| San Cristóbal y Nieves          | Hasta su destitución                                             | N/A                        | 5                          |
| Santa Lucía                     | Hasta su destitución                                             | N/A                        | 5                          |
| San Vicente y las Granadinas    | Hasta su destitución                                             | N/A                        | 5                          |
| Samoa                           | 5                                                                | N/A                        | 5                          |
| San Marino                      | 0.5 (6 meses)                                                    | N/A                        | 5                          |
| Santo Tomé y Príncipe           | 5                                                                | N/A                        | 4                          |
| Arabia Saudí                    | Hasta su destitución                                             | N/A                        | 4                          |
| Senegal                         | 5                                                                | 5                          | 5                          |
| Serbia                          | 5                                                                | N/A                        | 4                          |
| Seychelles                      | 5                                                                | N/A                        | 5                          |
| Sierra Leone                    | 5                                                                | N/A                        | 5                          |
| Singapur                        | 6                                                                | N/A                        | 5                          |
| Eslovaquia                      | 5                                                                | N/A                        | 4                          |
| Eslovenia                       | 5                                                                | 5                          | 4                          |
| Islas Salomón                   | Hasta su destitución                                             | N/A                        | 4                          |
| Somalia                         | 4                                                                | N/A                        | 4                          |
| Sudáfrica                       | 5                                                                | 5                          | 5                          |
| Corea del Sur                   | 5                                                                | N/A                        | 4                          |
| Sudán del Sur                   | 5                                                                | N/A                        | 4                          |
| España                          | Hasta su destitución                                             | 4                          | 4                          |
| Sri Lanka                       | 5                                                                | N/A                        | 5                          |
| Sudán                           | Hasta su destitución                                             | Hasta su destitución       | Hasta su destitución       |
| Surinam                         | 5                                                                | N/A                        | 5                          |
| Suazilandia                     | Hasta su destitución                                             | 5                          | 5                          |
| Suecia                          | Hasta su destitución                                             | N/A                        | 4                          |
| Suiza                           | 4                                                                | 4                          | 4                          |
| Siria                           | 7                                                                | N/A                        | 4                          |
| Tayikistán                      | 7                                                                | 5                          | 5                          |
| Tanzania                        | 5                                                                | N/A                        | 5                          |
| Tailandia                       | Hasta su destitución                                             | 6                          | 4                          |
| Timor Oriental                  | 5                                                                | N/A                        | 5                          |
| Togo                            | 5                                                                | N/A                        | 5                          |
| Tonga                           | Hasta su destitución                                             | N/A                        | 5                          |
| Trinidad y Tobago               | 5                                                                | 5                          | 5                          |
| Túnez                           | 5                                                                | N/A                        | 5                          |
| Turquía                         | 5                                                                | N/A                        | 5                          |
| Turkmenistán                    | 5                                                                | N/A                        | 5                          |
| Tuvalu                          | Hasta su destitución                                             | N/A                        | 4                          |
| Uganda                          | 5                                                                | N/A                        | 5                          |
| Ucrania                         | 5                                                                | N/A                        | 4                          |
| Emiratos Árabes Unidos          | Hasta su destitución                                             | N/A                        | 4                          |
| Reino Unido                     | Hasta su destitución                                             | Hasta su destitución       | 5                          |
| Estados Unidos                  | 4                                                                | 6                          | 2                          |
| Uruguay                         | 5                                                                | 5                          | 5                          |
| Uzbekistán                      | 5                                                                | 5                          | 5                          |
| Vanuatu                         | 5                                                                | N/A                        | 4                          |
| Ciudad del Vaticano             | Hasta su destitución                                             | N/A                        | 5                          |
| Venezuela                       | 6                                                                | N/A                        | 5                          |
| Vietnam                         | 5                                                                | N/A                        | 5                          |
| Yemen                           | 7                                                                | N/A                        | 6                          |
| Zambia                          | 5                                                                | N/A                        | 5                          |
| Zimbabue                        | 5                                                                | 5                          | 5                          |

## Más lecturas
- Alexander Baturo y Robert Elgie (eds.). 2019. The Politics of Presidential Term Limits. Oxford University Press.